# Jennifer Holliday (softboll)
Jennifer Holliday, född den 18 januari 1964 i Melbourne, är en australisk softbollspelare.
Hon tog OS-brons i samband med de olympiska softboll-turneringarna 1996 i Atlanta.